# تنويم مغناطيسي
التنويم الإيحائي أو التنويم المغناطيسي (باللاتينية: Hypnosis) هو حالة ذهنية هادئة ومسترخية، يستقبل فيها اللاوعي الايحاءات ويستجيب لها بحالة أوسع وفي هذه الحالة يكون العقل الباطن مستجيب بشكل كبير للإقتراحات والإيحاءات. التنويم الإيحائي هو حالة طبيعية جدا، ويمكن القول بأن كل شخص سبق ومر بتجربة كهذه حتى ولو بحالات جزئية. فعندما تستغرق في قراءة كتاب معين، وعندما تركز كل التركيز بمشهد أو فيلم معين، وعندما يغرق ذهنك بالأفكار والتركيز بموضوع معين، فهذه كلها حالات طبيعية من التنويم الإيحائي، حيث ينصب التركيز الذهني الشديد الذي يضع كل الأشخاص والأشياء من حولك خارج نقطة التركيز تلك. وقد لعب التنويم المغناطيسي لآلاف السنين دورا كبيرا في مجال الشفاء والمداواة. فحسب «منظمة الصحة العالمية»، 90% من عامة الناس قابلون للتنويم الإيحائي والاستجابة لمضمون الإيحاء.
فمثلا عندما تكون مستلقياً امام التلفاز وتجد نفسك فجأة تغط في النوم دون إرادتك وهذه الفترة التي تكون قبل النوم والتي يكون فيها جسدك في كامل إسترخائه هي التي تسمى بالتنويم ففي هذه الحالة أنت نوّمتَ نفسك بنفسك فهذه الفترة هي التي يستغلها المعالجون النفسيون لترسيخ شيء ما بعقلك اللاواعي...

## أهميته في العلاج
- الأهمية الحقيقية للتنويم الإيحائي في حالات العلاج هي في أنه عندما يكون الذهن في حالة التركيز والإسترخاء العالي، يكون العقل الباطن مفتوحاً وقابلاً للاقتراحات والإيحاءات الإيجابية والمشجعة، وعندها تتمكن هذه الاقتراحات والإيحاءات من التغلغل والترسخ في العقل بسهولة وليونة أكثر، لتأخذ مفعولها بشكل أفضل وأسلم.[1]
- التنويم الإيحائي هو واحد من أبحاث علم النفس، لايوجد تحديد تأريخي لإستخدام التنويم كوسيلة تأثير أو علاج ولكن من خلال بعض البرديات التي وجدت في الجيزة اتضح ان هناك ما كان يسمى بمعابد النوم وطقوسها كانت صورة عن انماط التنويم المغناطيسي الحديث مع اتخاذ طقوس قدسية عند القيام بتلك الممارسات وهذا ما يضع أمامنا بأن أول من إستخدمه هم المصريون القدماء ثم اليونانيون فالبابليون ولكن أعاد الطبيب السويسري فرانز انطوان ميسمر اكتشافه في العصر الحديث في القرن الثامن عشر عندما استخدمه لتخدير مرضاه، وقد إعتقد الناس أن ما يفعله ميسمر هو نوع من السحر والشعوذة، وقد قامت المنظمة الطبية في فيينا من حرمانه من عضويتها.
- يستخدم الأطباء النفسيون التنويم الإيحائي لعلاج مشاكل الأعصاب والأرق والصداع وإدمان الكحول أو المخدرات.

## من تطبيقات التنويم
1. الإقلاع عن التدخين.
2. تطوير الذات.
3. تقنيات الاسترخاء.
4. تحسين التركيز.
5. تطوير عادات الدراسة.
6. التهيؤ للإختبار والتغلب على قلق الإختبار.
7. تحسين القدرات الرياضية.
8. تسريع القراءة.
9. تحسين الإبداعية.
10. تحسين أداء البيع.
11. التنويم الذاتي.
12. زيادة الثقة بالنفس.
13. التسويف والمماطلة.
14. توقف عن قضم الأظافر.
15. الاجتهاد في العمل.

## التاريخ
يبدو أن هناك العديد من الأفكار حول كيفية بدء التنويم المغناطيسي. فالهندوس في الهند مارست أنواعا من اليوقا التأمّليّة التي تدعي أنها الطريقة الأفضل لإستخدامه كعلاج للصحة. هذا هو واحد من الإستخدامات الرئيسية للتنويم المغناطيسي اليوم ويرتبط بعلم النفس.
ولكن جاءت إكتشافات التنويم المغناطيسي الرئيسية في عام 1842 عندما بدأ «جيمس بريد»(James Braid) بمعرفة المزيد عن آثاره. وغالبا ما يطلق عليه لقب «والد التنويم المغناطيسي الحديث». وقال انه لا يعتقد أن التنويم المغناطيسي (mesmerism) هو سبب الغيبوبة وانه يعتقد ان الغيبوبة لم تكن في النهاية إلا النوم العصبي. في 1843، كتب كتابا حول هذا الموضوع باسم Neurypnology.

## التطبيقات
هناك العديد من التطبيقات للتنويم المغناطيسي وهي تغطي مجالات اهتمام متعددة، بما في ذلك الاستخدامات الطبية/العلاج النفسي، والاستخدامات العسكرية، وتحسين الذات، والترفيه. ليس لدى الجمعية الطبية الأمريكية حاليًا أي موقف رسمي بشأن الاستخدام الطبي للتنويم المغناطيسي.
استُخدم التنويم المغناطيسي كنهج تكميلي للعلاج المعرفي السلوكي منذ عام 1949. عُرّف التنويم المغناطيسي إعتمادًا على الإشراط الكلاسيكي؛ إذ اعتُبرت كلمات المعالج هي المنبهات والتنويم المغناطيسي هو الاستجابة الشرطية. استندت بعض طرق العلاج المعرفي السلوكي التقليدية إلى الإشراط الكلاسيكي. يتضمن إحداث حالة استرخاء وإحداث تنبيه مخيف. كانت إحدى طرق إحداث حالة الاسترخاء هي التنويم المغناطيسي.
استُخدم التنويم المغناطيسي في الطب الشرعي والرياضة والتعليم والعلاج الطبيعي وإعادة التأهيل. استُخدم التنويم المغناطيسي أيضًا من قبل الفنانين لأغراض إبداعية، وخاصةً الدائرة السريالية لأندريه برتون الذي استخدم التنويم المغناطيسي والكتابة التلقائية والرسومات لأغراض إبداعية. استُخدمت طرق التنويم المغناطيسي لاستعادة تجربة حالات تعاطي المخدرات والتجارب الصوفية. يستخدم التنويم المغناطيسي الذاتي بشكل شائع للإقلاع عن التدخين، وتخفيف التوتر والقلق، وتعزيز فقدان الوزن، والحث على النوم. يمكن أن يقنع التنويم المغناطيسي المسرحي أشخاصًا بأداء حركات عامة غير اعتيادية.

### العلاج بالتنويم المغناطيسي
العلاج بالتنويم المغناطيسي هو استخدام التنويم المغناطيسي في العلاج النفسي. يستخدم من قبل الأطباء المرخصين وعلماء النفس وغيرهم. قد يستخدم الأطباء وعلماء النفس التنويم المغناطيسي لعلاج الاكتئاب، والقلق، واضطرابات الأكل، واضطرابات النوم، وإدمان القمار، واضطراب الكرب التالي للصدمة النفسية، بينما يعالج أخصائيو التنويم المغناطيسي المعتمَدون من غير الأطباء أو الأخصائيين النفسيين التدخين وزيادة الوزن.
يُعتبر العلاج بالتنويم المغناطيسي ملحقًا مفيدًا من قبل المؤيدين، وله تأثيرات إضافية عند علاج الإضطرابات النفسية بالإضافة إلى العلاجات المعرفية المثبتة علميًا. لا ينبغي استخدام العلاج بالتنويم المغناطيسي لاستعادة أو إنعاش الذاكرة لأن التنويم المغناطيسي يؤدي إلى تصلب الذاكرة، ما يزيد من تخزين الذكريات الكاذبة. لم تُقيم فعالية العلاج بالتنويم المغناطيسي بدقة، وبسبب نقص الأدلة التي تثبت وجود أي مستوى من الكفاءة، يعتبر أحد أنواع الطب البديل من قبل العديد من المنظمات الطبية المحترمة، مثل هيئة الخدمات الصحية الوطنية.
اعتبرت الأبحاث الأولية تدخلات التنويم المغناطيسي الموجزة أداةً مفيدة لإدارة اعتلال الأعصاب الحسية المتعدد القاصي المؤلم المرتبط بفيروس العوز المناعي البشري نظرًا لفائدتها في إدارة الألم، وفعاليتها طويلة الأمد، والقدرة على تعليم التنويم المغناطيسي الذاتي للمرضى، وفعالية التكلفة، وميزة استخدام مثل هذا التدخل مقابل استخدام الأدوية الصيدلانية.
استُخدم العلاج بالتنويم المغناطيسي الحديث، بنجاح متفاوت، في حالات متنوعة، مثل:
- الإدمان [21][22]
- التقهقر العمري بالتنويم المغناطيسي (أو «التحليل التنويمي»)
- العلاج بالتنويم المغناطيسي المعرفي السلوكي، أو التنويم المغناطيسي السريري مع عناصر العلاج المعرفي السلوكي
- العلاج بالتنويم المغناطيسي الإريكسوني
- المخاوف والرهاب [23][24][25][26][27]
- السيطرة على العادات[28][29][30]
- إدارة الألم [31][32][33][34]
- العلاج النفسي [35]
- الاسترخاء[36]
- تقليل سلوك المريض (مثل الحكة) الذي يعيق علاج أمراض الجلد [37]
- تهدئة قلق المرضى الخاضعين للجراحة [38][39]
- الأداء الرياضي
- فقدان الوزن[40][41][42]

#### سن اليأس
هناك أدلة تدعم استخدام العلاج بالتنويم المغناطيسي في علاج الأعراض المرتبطة بسن اليأس، بما في ذلك الهبات الساخنة. توصي جمعية سن اليأس في أمريكا الشمالية بالعلاج بالتنويم المغناطيسي للإدارة غير الهرمونية للأعراض الحركية الوعائية المرتبطة بسن اليأس، ما يمنحها أعلى مستوى من المصداقية.

#### متلازمة القولون المتهيج
تمت دراسة العلاج بالتنويم المغناطيسي لعلاج متلازمة القولون المتهيج. تلقى العلاج بالتنويم المغناطيسي لمتلازمة القولون المتهيج دعمًا معتدلًا في إرشادات المعهد الوطني للصحة وجودة الرعاية المنشورة ضمن الخدمات الصحية في المملكة المتحدة. استُخدم كعامل مساعد أو بديل للتخدير الكيميائي، وخضع للدراسة كوسيلة لتهدئة الأمراض الجلدية.

#### إدارة الألم
تظهر عدة دراسات أن التنويم المغناطيسي قد يخفف من ألم إنضار الجلد المحروق، وبزل نقي العظم، والولادة. ذكرت المجلة الدولية للتنويم المغناطيسي السريري والتجريبي أن التنويم المغناطيسي خفف الألم لدى نسبة 75% من أصل 933 شخصًا شاركوا في 27 تجربة مختلفة.
يعد التنويم المغناطيسي فعالًا في تقليل الخوف من علاج السرطان وتخفيف ألم السرطان والتعامل معه وغيره من الحالات المزمنة. يمكن أيضًا إدارة الغثيان والأعراض الأخرى المتعلقة بالأمراض المستعصية عن طريق التنويم المغناطيسي. زعم بعض الممارسين أن التنويم المغناطيسي قد يساعد في تعزيز جهاز المناعة لدى المصابين بالسرطان. مع ذلك، وفقًا لجمعية السرطان الأمريكية، «لا تدعم الأدلة العلمية المتاحة فكرة أن التنويم المغناطيسي قد يؤثر على تطور السرطان أو تقدمه».
استُخدم التنويم المغناطيسي لتخفيف آلام جراحة الأسنان وأنظمة إدارة الألم ذات الصلة أيضًا. أفاد باحثون مثل جرجس وفريقه أن التنويم المغناطيسي يمكن أن يساعد المرضى الذين يعانون من آلام الفم السنية الحادة إلى الشديدة. بالإضافة إلى ذلك، اقترح مايرسون وأوزيل أن طرق التنويم المغناطيسي تعد مثمرة للغاية في تخفيف القلق لدى المرضى الذين يعانون من رهاب المعالجة السنية الحاد.
بالنسبة لبعض علماء النفس الذين يؤيدون نظرية الحالة المتغيرة للتنويم المغناطيسي، يعد تخفيف الآلام استجابةً للتنويم المغناطيسي ناتجًا عن وظيفة المعالجة المزدوجة للدماغ. يتم الحصول على هذا التأثير إما من خلال عملية الانتباه الانتقائي أو التفارق، إذ تنطوي كلتا النظريتين على وجود نشاط في المناطق المستقبلة للألم في الدماغ، والاختلاف في معالجة المنبهات من قبل الشخص الخاضع للتنويم المغناطيسي.

## اقرأ أيضاً
- غشية
- نسيان المصدر
- تدفق (علم النفس)